# Werner Deschwanden
Konrad Werner Deschwanden (* 13. Januar 1888 in Stans; † 27. Januar 1961 in Lugano) war ein Schweizer Politiker. Von 1928 bis 1934 gehörte er als Vertreter der Liberalen dem Regierungsrat des Kantons Nidwalden an.

## Leben
Werner Deschwanden wurde als Sohn des Regierungsrats und Eisenwarenhändlers Arnold  Deschwanden und der Katharina Wagner geboren. Nach der Schulzeit arbeitete er in der Eisenwarenhandlung seines Vaters in Stans. In späteren Jahren übernahm Deschwanden die Leitung des Geschäfts. Im Militär brachte er es bis zum Rang eines Majors. Zwischen 1919 und 1952 war er zudem Zeughausverwalter.
Auf Gemeindestufe begann Werner Deschwandens politische Karriere im Jahr 1919 mit der Wahl in den Gemeinderat und in die Gemeindesteuerkommission. Bereits drei Jahre später war er Gemeindepräsident von Stans. Nach Ablauf der dreijährigen Wahlperiode gab Deschwanden dieses Amt auf und nahm keine neuen Ämter auf Gemeindeebene mehr an.
Auf kantonaler Ebene startete er seine politische Laufbahn 1923 als Mitglied der Militärsteuerkommission. Bereits 1925 wurde Deschwanden Ratsherr im Landrat. Ab 1926 war er Mitglied der Handwerker- und Gewerbekommission. Das Volk wählte ihn an der Landsgemeinde 1928 in den Regierungsrat. Deschwanden übernahm das Amt als Vorsteher des Gemeindedepartements. An der Landsgemeinde 1934 wurde Deschwanden, wie beinahe die gesamte Regierung des Kantons Nidwalden, abgewählt. Er stieg daraufhin aus der kantonalen Politik aus. Deschwanden war allerdings durch sein Amt als Zeughausverwalter zwischen 1919 und 1952 kantonaler Kriegskommisär.
Werner Deschwanden heiratete am 9. Juni 1911 in Stans Mathilde von Matt. Aus dieser Ehe stammen zwei Söhne. Er war Präsident der Schützengesellschaft.

## Quelle
- Altes Stammbuch. Band X, von Deschwanden I, 11.